# Go Youn-jung
Go Youn-jung  (Hangul: 고윤정; nascida em 22 de abril de 1996) é uma atriz sul-coreana. Ela fez sua estreia como atriz na série de televisão He Is Psychometric (2019) e ganhou reconhecimento por seu papel coadjuvante na série Sweet Home (2020). Ela também é conhecida por seus trabalhos nos dramas Law School (2021), Alchemy of Souls (2022–2023), Moving (2023), Death's Game (2023–2024) e Resident Playbook (2025) assim como no filme Hunt (2022).

## Biografia
Go Youn-jung nasceu em 22 de abril de 1996, em Seul, Coreia do Sul. Ela frequentou Seoul Women's University para estudar Arte Contemporânea.

## Carreira

### início da carreira
Go Youn-jung depois de se formar em Seoul Women's University, ingressou na agência MAA Entertainment como modelo e atriz. Ela primeiro trabalhou como modelo para vários comerciais de esportes e também para Nike, Armani, Ritz Crackers e outros comerciais para KT.

### 2019–2021: Estreia como atriz
Em 2019, após manifestar interesse e talento em atuar, ela fez sua estreia como atriz na série de televisão He Is Psychometric, interpretando Kim So-hyun.
Em 2020, ela fez uma participação especial muito elogiada na série de televisão coreana da Netflix, The School Nurse Files, e no mesmo ano, ela apareceu na série de sucesso Sweet Home, como Park Yu-ri, uma cuidadora/enfermeira com um passado trágico. Por esse papel ela recebeu elogios e reconhecimentos adicionais.
Em 2021, ela estrelou como Jeon Yeseul em Law School e ganhou reconhecimento por sua interpretação de uma estudante de direito que sofre violência doméstica.

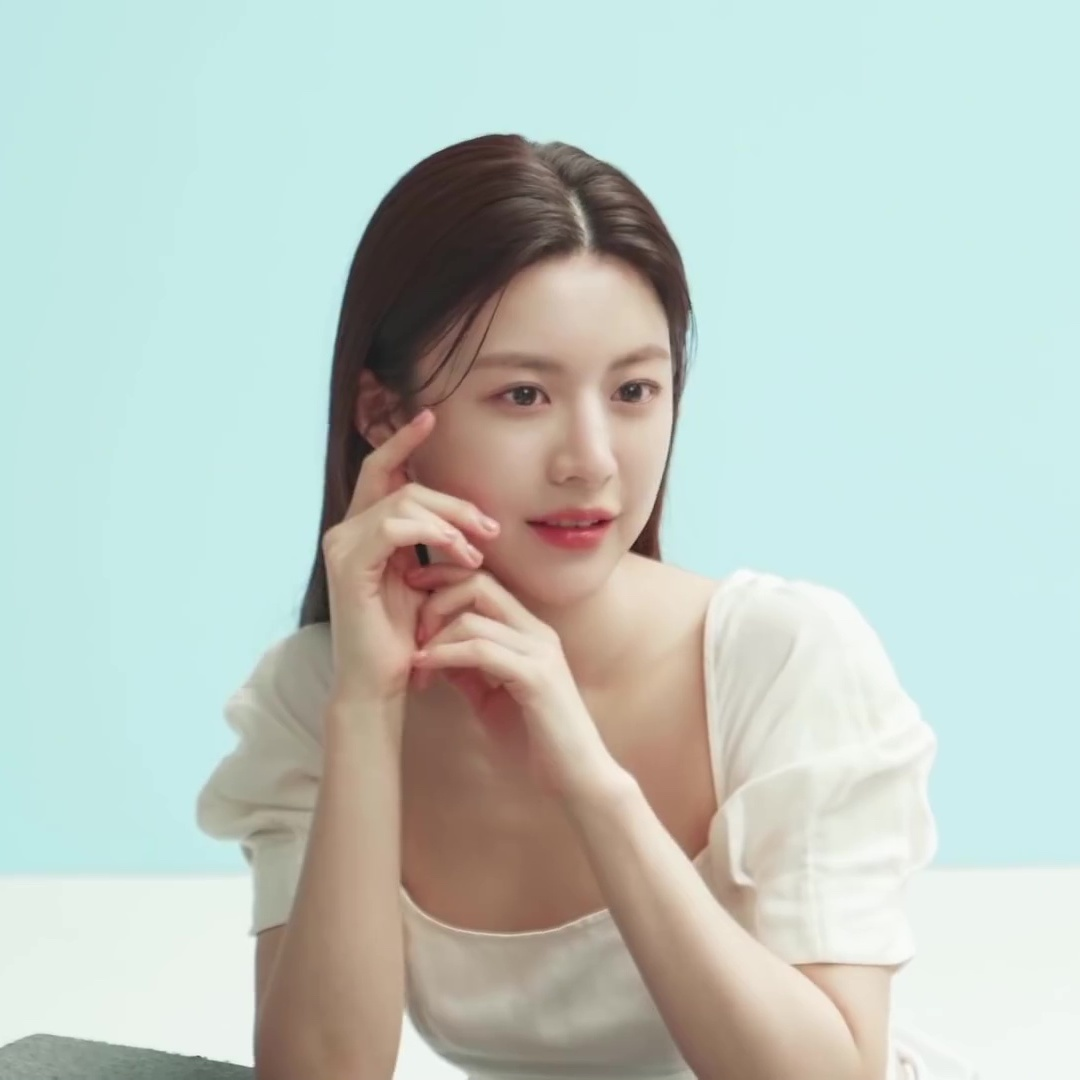
Go Youn-jung para Marie Claire em junho de 2021

Em março de 2021, Go Youn-jung foi escalada para seu primeiro filme. Um filme sul-coreano com tema de espionagem, ação e thriller com título Hunt, foi a estreia como diretor do ator Lee Jung-jae com o filme estrelado por ele mesmo é também pelo ator Jung Woo-sung. Em abril de 2021 foi notícia que Youn-jung faria um participação especial na série Alchemy of Souls. Em junho foi noticiado que a atriz estava em discussão para estar na adaptação do webtoon de Kang Full, Moving. Em 29 de outubro de 2021 foi revelado o elenco do drama, então Youn-jung teve sua participação confirmada na série original da Disney+.

### 2022–Presente: Papéis de destaque
Em 2022, ela fez sua estreia nos cinemas com o filme de ação e thriller Hunt. O filme teve sua estreia no Festival de Cannes 2022 no dia 21 de maio de 2022 no Lumière Theater. Foi posteriormente lançado nos cinemas em 10 de agosto de 2022, na Coreia do Sul. O desempenho de Go Youn-jung foi aclamado pela crítica, levando-a a ser indicada como Melhor Atriz Revelação em cerimônias de premiação de prestígio, como Build Film Awards, Grand Bell Awards, Blue Dragon Film Awards e Baeksang Arts Awards de 2023.
Em junho de 2022, ela fez uma breve aparição como a assassina habilidosa Naksu na Parte 1 da serie de fantasia Alchemy of Souls. Em dezembro de 2022, ela voltou como protagonista feminina na Parte 2 da série - Alchemy of Souls: Light and Shadow, onde interpretou uma sacerdotisa Jin Bu-yeon/Naksu ao lado de Lee Jae-wook .
Por sua atuação em Hunt e Alchemy of Souls: Light and Shadow, os jornalistas da indústria notaram a aparição de Go Youn-jung como uma atriz que começou a garantir uma grande base de fãs e está desenvolvendo suas habilidades de atuação com visuais superiores e imagens diversas.
Em 2023, Moving (Série de TV Sul-Coreana) foi  transmitida na Disney+ de 9 de agosto a 20 de setembro de 2023. Na série, Go Youn-jung interpretou o papel de uma das protagonistas Jang Hui-soo, filha de Jang Ju-won (Ryu Seung-ryong). Jang Hui-soo herdou os poderes de seu pai que possui habilidades de cura e força sobre-humana, embora ainda possa sentir dor. Huisoo é uma estudante com superpoderes e chama atençao com seu charme. Por sua interpretação, Go Youn-jung recebeu o prêmio de Melhor Atriz Revelação no Asia Contents Awards e Global OTT Awards 2023 e também na premiação Blue Dragon Series Awards 2024.
Em de Setembro de 2023, a atriz foi confirmada para aparecer como protagonista em Resident Playbook, um spin-off da série Hospital Playlist. Em dezembro de 2023, YounJung interpretou Lee Ji-su escritora e namorada do protagonista Choi Yi-jae personagem de Seo In-guk no drama da TVING Death's Game.
Em 2024, Go trabalhou em duas séries. Ela concluiu as filmagens do drama da TvN Resident Playbook, um spin-off de Hospital Playlist, onde foi escalada como Oh Yi-young, uma residente de obstetrícia e ginecologia do primeiro ano no Hospital Jongno Yulje.Após o lançamento do drama em 12 de abril de 2025, ela ficou em primeiro lugar na lista da Good Data Corporation dos atores mais comentados da terceira semana de abril até a segunda semana de maio. Apesar de um atraso de um ano, o drama foi um sucesso, rendendo a Go uma viagem de recompensa para Bali com o elenco e a equipe da série.Ela também recebeu elogios por sua atuação e desenvolvimento de personagem.
Em abril de 2024, ela foi confirmada como protagonista de Can This Love Be Translated? ao lado de Kim Seon-ho. Este projeto marcará o primeiro papel principal de Go no gênero de comédia romântica, interpretando Cha Mu-hee, uma famosa atriz. As filmagens foram iniciadas em junho de 2024 na Coreia do Sul e se desenvolveram por mais três países, Japão, Canadá e Itália.

## Outros empreendimentos

### Endossos
Os anúncios de Go Youn-jung incluem marcas como Armani Beauty, Tom Ford,Dior, e Celine. Em 2021, Go tornou-se embaixadora da joalheria francesa de luxo Boucheron. Em de novembro de 2022 ela foi escolhida como nova musa da marca Marithé et François Girbaud.
Em maio de 2023, a marca de roupas filipina Penshoppe a nomeou como sua mais nova musa, juntando-se à sua impressionante lista de celebridades endossantes e tendo suas imagens de campanha exibidas em mais de 600 lojas em todo o país e enormes outdoors na capital. Em julho de 2023, ela foi escolhida como modelo publicitária da Carrot Insurance. Em Novembro de 2023, ela foi selecionada para ser embaixadora da Discovery Expedition, uma marca de roupas premium para atividades ao ar livre. Em dezembro ela foi selecionada como embaixadora global da Ryo Hair.
Em 2024, Go foi escolhida como modelo publicitária da franquia de frango 'Puradak Chicken' e da marca de produtos de cabelo Vodana. Em abril, o banco NH Nonghyup tambem a selecionou como modelo. No mesmo mês ela estrelou um comercial para 'Sangkwaehwan Booster Zero', uma bebida para aliviar ressaca. Em maio, Go foi anunciada como embaixadora da casa de moda francesa Chanel, onde compareceu para assistir pela primeira vez um desfile fashion, o Chanel Cruise 2024/25 show Marselha.
Em janeiro de 2025, Go foi selecionada como a nova musa da marca de joias Didier Dubot.

## Filmografia

### Filme
| Ano  | Título | Personagem   | Ref.          |
| ---- | ------ | ------------ | ------------- |
| 2022 | Hunt   | Jo Yoo-jeong | [ 50 ] [ 51 ] |

### Séries
| Ano       | Título                             | Personagem                   | Notas         | Ref.   |
| --------- | ---------------------------------- | ---------------------------- | ------------- | ------ |
| 2019      | He Is Psychometric                 | Kim So-hyun                  |               | [ 52 ] |
| 2020      | The School Nurse Files             | Choi Yoo-jin                 | Cameo         | [ 53 ] |
| 2020/2023 | Sweet Home                         | Park Yu-ri                   | Temporada 1–2 | [ 54 ] |
| 2021      | Law School                         | Jeon Ye-Seul                 |               | [ 55 ] |
| 2022      | Alchemy of Souls                   | Naksu                        | Cameo         | [ 56 ] |
| 2022/2023 | Alchemy of Souls: Light and Shadow | Jin Bu-yeon/ Naksu/Cho Yeong |               | [ 57 ] |
| 2023      | Moving                             | Jang Hui-soo                 |               | [ 58 ] |
| 2023/2024 | Death's Game                       | Lee Ji-su                    |               | [ 59 ] |
| 2024      | Light Shop                         | Jang Hui-soo                 | Cameo         | [ 60 ] |
| 2025      | Resident Playbook                  | Oh Yi-young                  |               | [ 61 ] |
| 2025      | Can This Love Be Translated?       | Cha Moo-hee                  |               | [ 62 ] |

## Participações em videoclipes
| Ano  | Título da música      | Artista              | Notas           | Ref.   |
| ---- | --------------------- | -------------------- | --------------- | ------ |
| 2018 | "Confession"          | Yook Sung-jae        |                 | [ 63 ] |
| 2018 | "No.5"                | Penomeco(Feat.Crush) |                 | [ 64 ] |
| 2019 | "However"             | 10cm(banda)          |                 | [ 65 ] |
| 2020 | "I Will Give You All" | Lee Seung-chul       | Com Park Bo-gum | [ 66 ] |

## Prêmios e indicações
| cerimônia de premiação                   | Ano  | Categoria                 | Indicação                 | Resultado | Ref.   |
| ---------------------------------------- | ---- | ------------------------- | ------------------------- | --------- | ------ |
| Prêmios Blue Dragon Film                 | 2022 | Atriz Revelação           | Hunt                      | Indicado  | [ 67 ] |
| Build Film Awards                        | 2022 | Atriz Revelação           | Hunt                      | Indicado  | [ 68 ] |
| Grand Bell Awards                        | 2022 | Atriz Revelação           | Hunt                      | Indicado  | [ 69 ] |
| Baeksang Arts Awards                     | 2023 | Atriz Revelação- Filme    | Hunt                      | Indicado  | [ 70 ] |
| Brand Customer Loyalty Awards            | 2023 | Atriz em Ascensão         | Go Youn-jung              | Venceu    | [ 71 ] |
| Asia Contents Awards & Global OTT Awards | 2023 | Atriz Revelação           | Moving                    | Venceu    | [ 72 ] |
| Dong-A.com                               | 2023 | Atuação Facial            | Moving                    | Venceu    | [ 73 ] |
| Cine21 Series of the Year                | 2023 | Atriz Revelação do Ano    | Moving                    | Venceu    | [ 74 ] |
| APAN Star Awards                         | 2023 | Atriz Revelação           | Alchemy of souls & Moving | Indicado  | [ 75 ] |
| Korea First Brand Awards                 | 2024 | Atriz em Ascensão         | Moving                    | Venceu    | [ 76 ] |
| Baeksang Arts Awards                     | 2024 | Atriz Revelação-Televisão | Moving                    | Indicado  | [ 77 ] |
| Baeksang Arts Awards                     | 2024 | Atriz mais Popular        | Go Younjung               | Indicado  | [ 78 ] |
| Brand Customer Loyalty Awards            | 2024 | Atriz — Hot Trend         | Go Younjung               | Venceu    | [ 79 ] |
| Blue Dragon Series Awards                | 2024 | Atriz Revelação           | Moving                    | Venceu    | [ 80 ] |